# تپه چگا دیناران
تپه چگا دیناران مربوط به هزاره اول قبل از میلاد است و در شهرستان اردل، بخش مرکزی، روستای لاخشک واقع شده و این اثر در تاریخ ۲۴ فروردین ۱۳۸۲ با شمارهٔ ثبت ۸۱۹۷ به‌عنوان یکی از آثار ملی ایران به ثبت رسیده است.